# Гоніо-Апсароська фортеця
Фортеця Гоніо (груз. გონიოს ციხე, раніше називалася Апсаре або Апсарунт) була римським форпостом в  Аджарії, на березі  Чорного моря, 15 км на південь від Батумі, в гирлі річки Чорохі. Розташована за 4 км на північ від турецького кордону.

## Історія

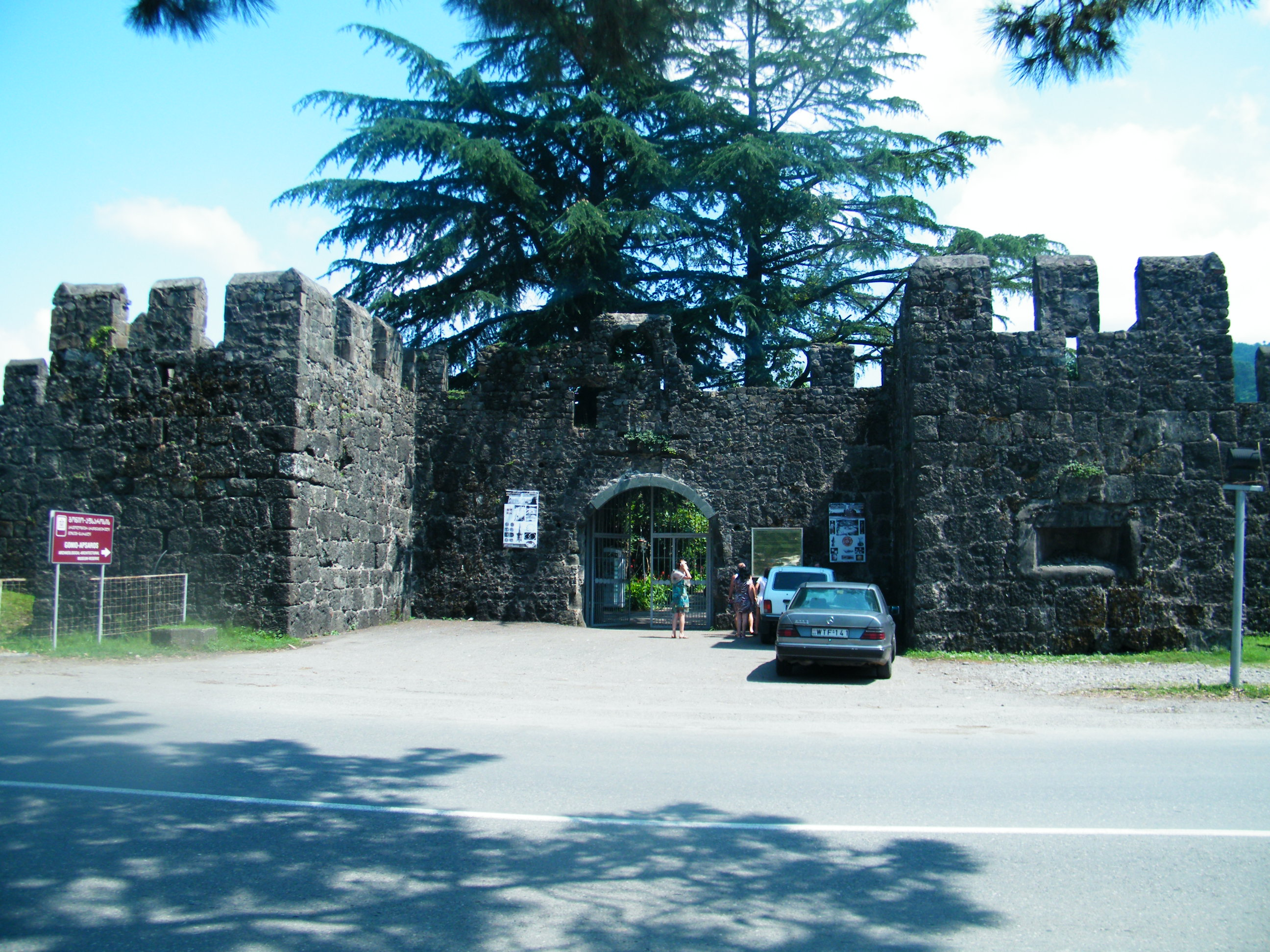
Вхід до Гоніо-Апсароської фортеці

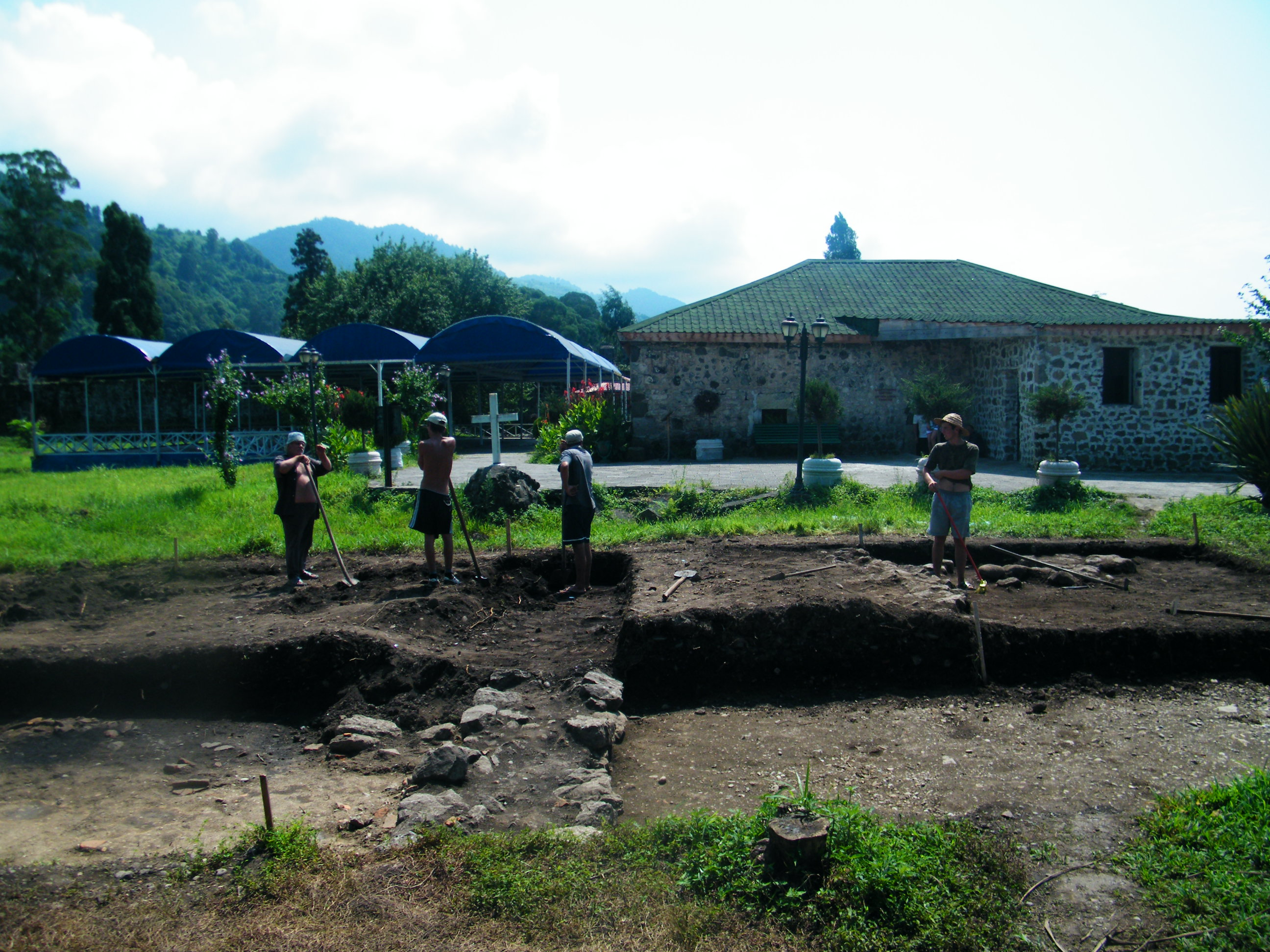
Розкопки в Гоніо

Перша згадка фортеці належить Плінію Молодшому (I століття н. е.). У II столітті нашої ери це було добре укріплене римське місто в Колхіді. Пізніше підпало під вплив Візантії. Назва «Гоніо» вперше згадується в повідомленні трапезундського історика Михайла Панарета в XIV столітті. Деякий час там було місце генуезької торгівлі. У 1547 році Гоніо став частиною Османської імперії, це тривало до 1878 року, коли після Сан-Стефанського мирного договору Аджарія стала частиною Російської імперії.
Місто також було відоме своїм театром та іподромом. Крім того, могила Апостола Маттія, обраного до дванадцяти апостолів після зради Юди Іскаріота, ймовірно може бути у фортеці Гоніо. Проте, грузинський уряд в даний час забороняє проводити розкопки біля могили. Інші археологічні розкопки проводяться у фортеці, приділяючи особливу увагу римським часам.
За повідомленнями Арріана на початку II століття нашої ери був відомий переказ про те, що колись у давнину місцевість Апсар називалася «Апсірт», тому що нібито тут від руки Медеї загинув царевич Апсірт — один з героїв легенди про похід аргонавтів до Колхіди за золотим руном.

## Галерея

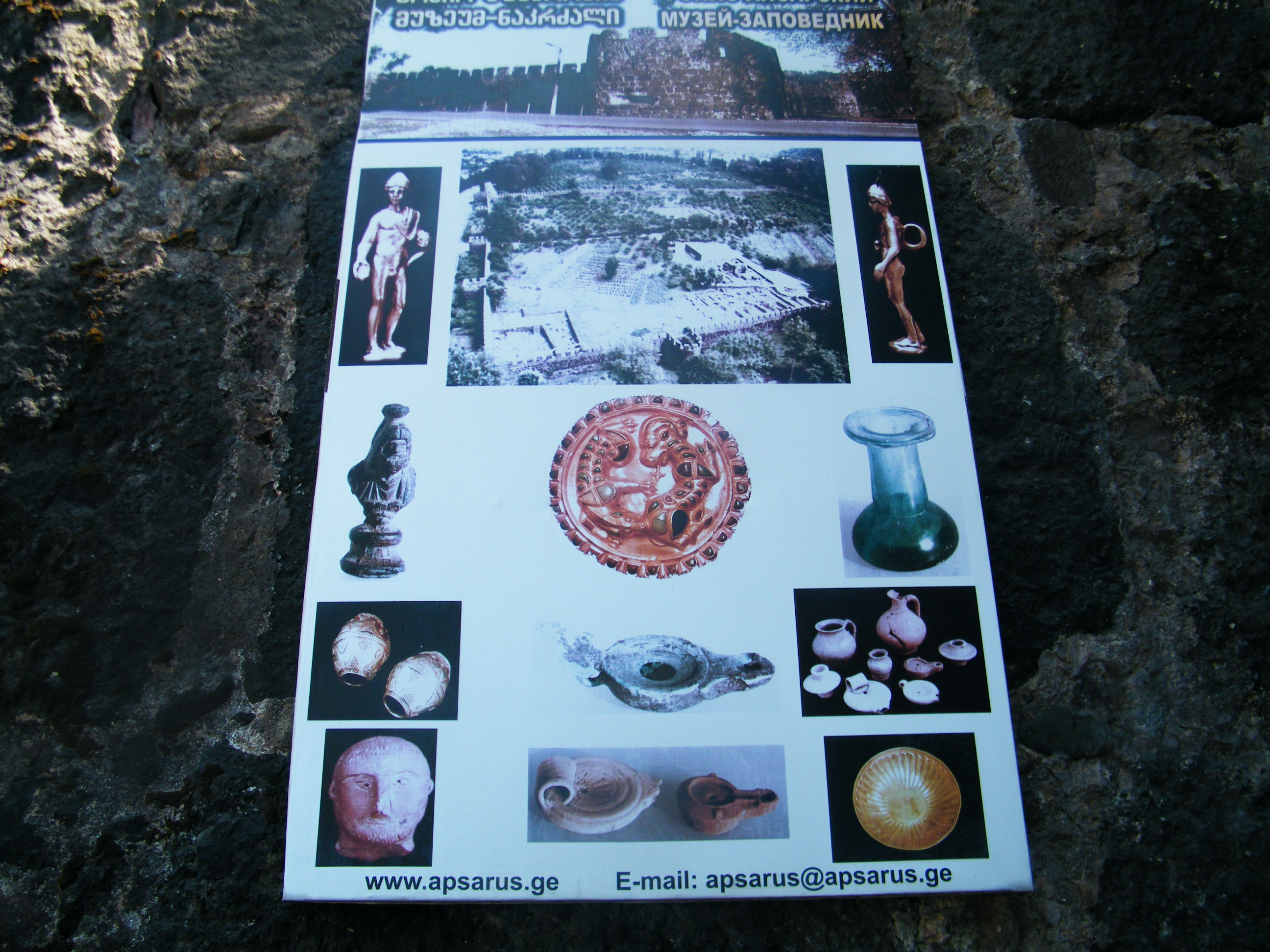
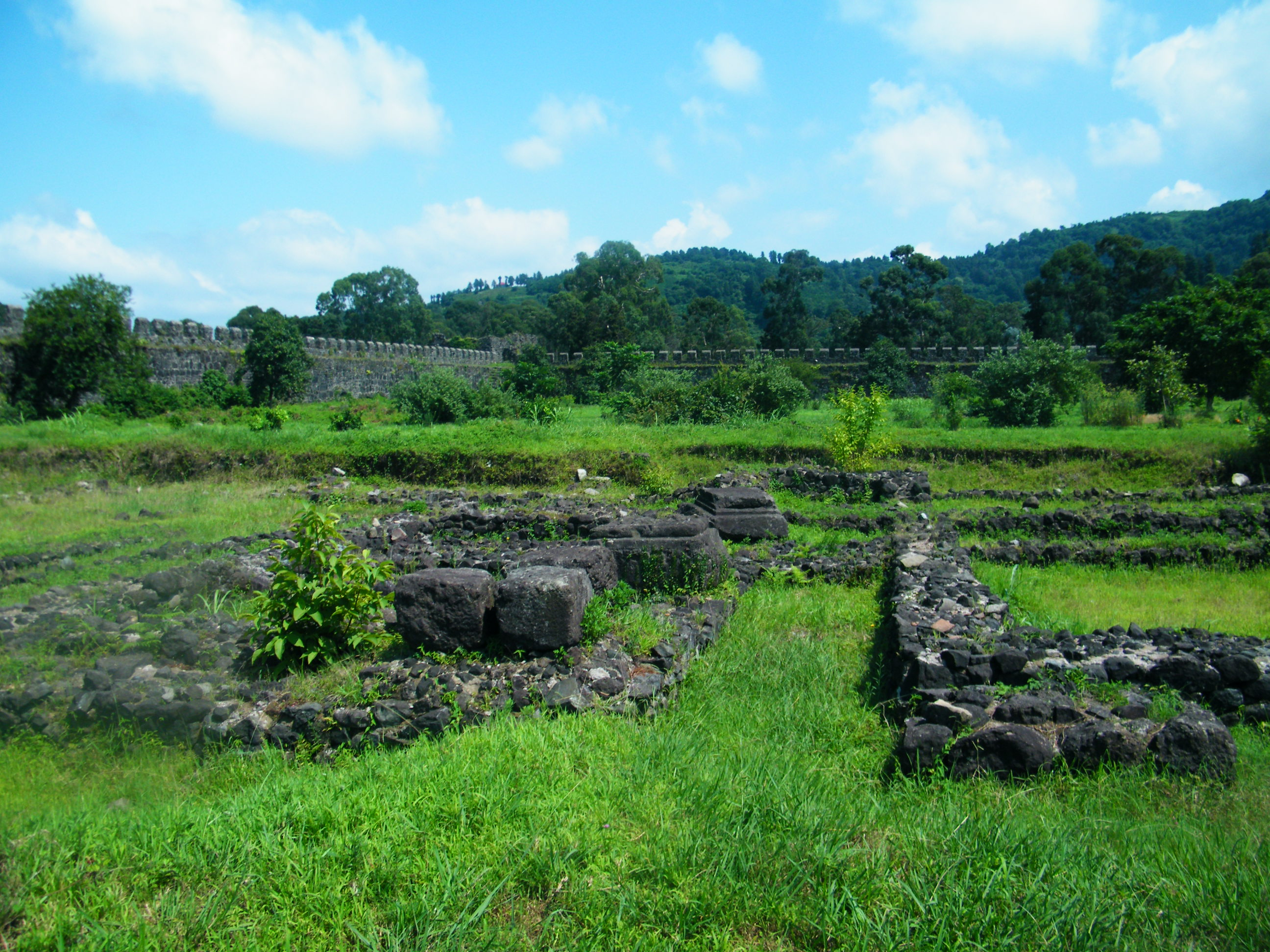
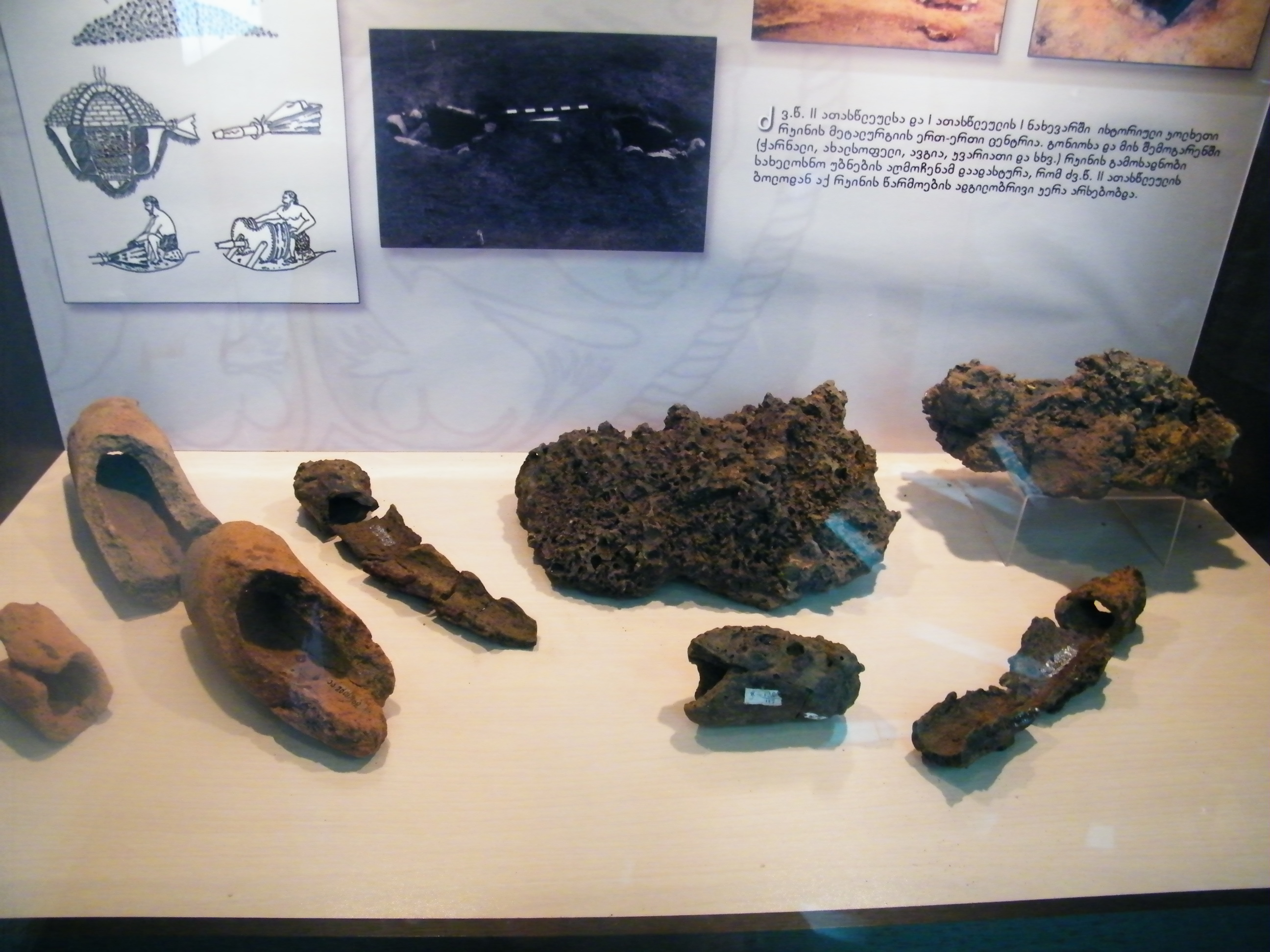
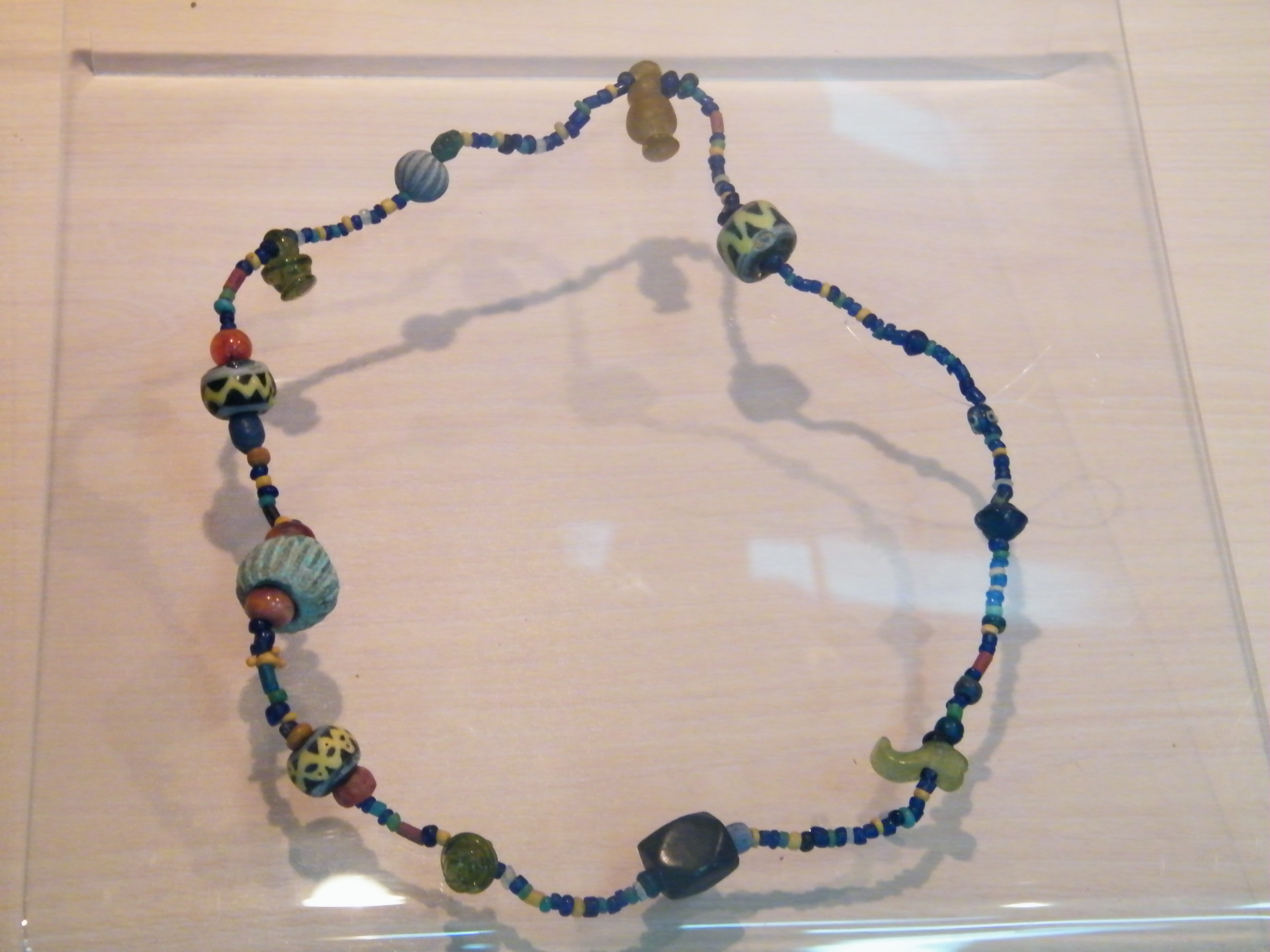
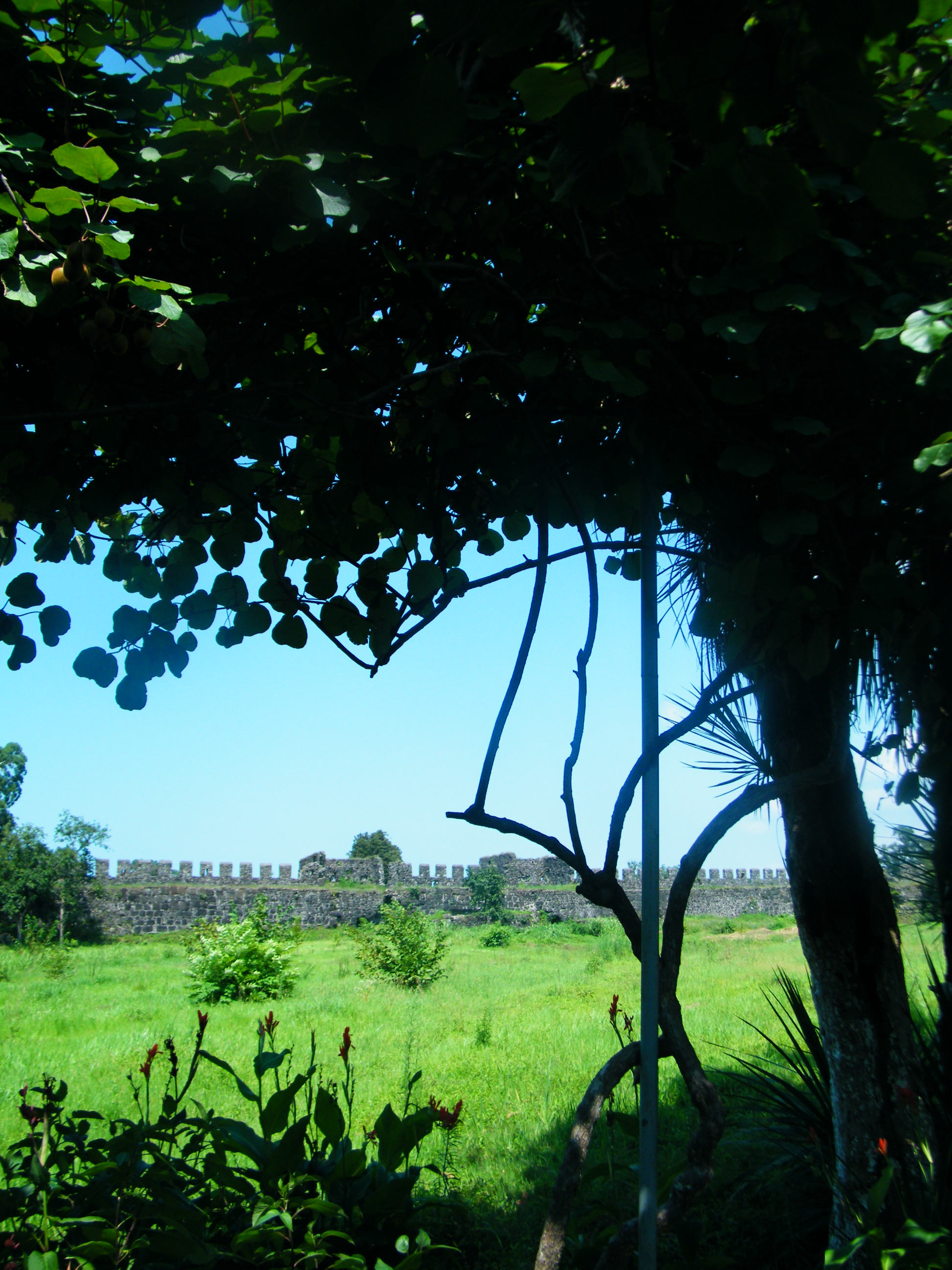
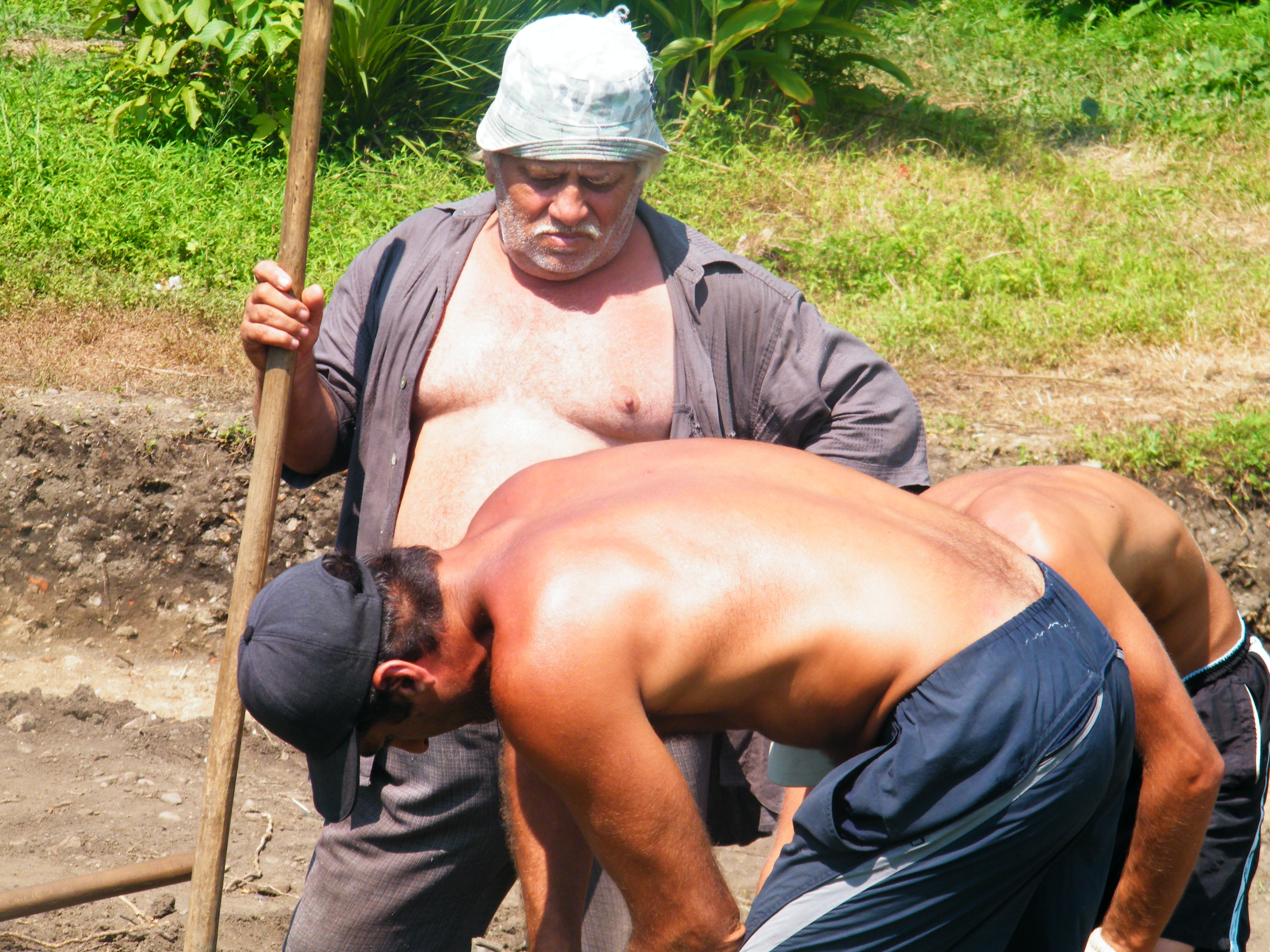

## Сучасність
Гоніо в даний час зазнає туристичний бум. Безліч туристів з Тбілісі в літні місяці користуються пляжами, які зазвичай розглядаються як більш екологічно чисті, ніж пляжі поблизу Батумі (розташований за 15 км на північ від фортеці).